# Élections constituantes de 1946 dans le Gers
Les élections constituantes françaises de 1946 se tiennent le 2 juin. Ce sont les deuxièmes élections constituantes, après le rejet du projet de Constitution française du 19 avril 1946 lors du référendum du 5 mai.

## Mode de scrutin
L'assemblée constituante est composée de 586 sièges pourvus au scrutin proportionnel plurinominal suivant la règle de la plus forte moyenne dans chaque département, sans panachage ni vote préférentiel.
Dans le département du Gers, trois députés sont à élire.

## Élus
| Député sortant    | Parti | Parti | Député élu ou réélu | Parti | Parti |
| ----------------- | ----- | ----- | ------------------- | ----- | ----- |
| Edmond Castera    |       | PCF   | Edmond Castera      |       | PCF   |
| Alexandre Baurens |       | SFIO  | Alexandre Baurens   |       | SFIO  |
| Fernand Mauroux   |       | MRP   | Fernand Mauroux     |       | MRP   |

## Résultats

### Résultats à l'échelle du département
| Parti    | Parti    | Tête de liste     | Résultats | Résultats | Sièges |  |
| Parti    | Parti    | Tête de liste     | Voix      | %         |        |  |
| -------- | -------- | ----------------- | --------- | --------- | ------ |  |
|          | MRP      | Fernand Mauroux   | 25 485    | 30,38     | 1      |  |
|          | SFIO     | Alexandre Baurens | 20 536    | 24,48     | 1      |  |
|          | PCF      | Edmond Castera    | 18 727    | 22,33     | 1      |  |
|          | RGR      | Benoît Oblin      | 16 289    | 19,42     | -      |  |
|          | Paysan   | Fernand Dumon     | 2 647     | 3,16      | -      |  |
|          |          |                   |           |           |        |  |
| Inscrits | Inscrits | Inscrits          | 117 631   | 100,00    | 3      |  |
| Votants  | Votants  | Votants           | 85 735    | 72,89     |        |  |
| Exprimés | Exprimés | Exprimés          | 83 694    | 97,62     |        |  |